# دیرک فن تیخلت
دیرک فن تیخلت (انگلیسی: Dirk Van Tichelt؛ زادهٔ ۱۰ ژوئن ۱۹۸۴) جودوکار اهل بلژیک است.